# Zatrephes gigantea
Zatrephes gigantea är en fjärilsart som beskrevs av Rothschild 1909. Zatrephes gigantea ingår i släktet Zatrephes och familjen björnspinnare. Inga underarter finns listade i Catalogue of Life.